# Adenia digitata
Adenia digitata là một loài thực vật có hoa trong họ Lạc tiên. Loài này được (Harv.) Engl. mô tả khoa học đầu tiên năm 1891.